# Скитача
Скитача (хорв. Skitača) — населений пункт у Хорватії, в Істрійській жупанії у складі громади Раша.

## Населення
Населення за даними перепису 2011 року становило 3 осіб.
Динаміка чисельності населення поселення:

## Клімат
Середня річна температура становить 13,52 °C, середня максимальна – 25,88 °C, а середня мінімальна – 1,57 °C. Середня річна кількість опадів – 1032 мм.
| Клімат поселення                              | Клімат поселення | Клімат поселення | Клімат поселення | Клімат поселення | Клімат поселення | Клімат поселення | Клімат поселення | Клімат поселення | Клімат поселення | Клімат поселення | Клімат поселення | Клімат поселення | Клімат поселення |
| Показник                                      | Січ.             | Лют.             | Бер.             | Квіт.            | Трав.            | Черв.            | Лип.             | Серп.            | Вер.             | Жовт.            | Лист.            | Груд.            |                  |
| Середній максимум, °C                         | 9,21             | 8,90             | 11,70            | 14,99            | 20,09            | 24,41            | 25,88            | 25,67            | 21,27            | 16,86            | 12,18            | 9,51             |                  |
| Середня температура, °C                       | 5,56             | 5,25             | 8,05             | 11,33            | 16,43            | 20,74            | 23,12            | 22,92            | 18,53            | 14,12            | 9,42             | 6,77             |                  |
| Середній мінімум, °C                          | 1,90             | 1,57             | 4,40             | 7,67             | 12,77            | 17,07            | 20,38            | 20,16            | 15,79            | 11,38            | 6,67             | 4,02             |                  |
| Норма опадів, мм                              | 85               | 69               | 74               | 77               | 68               | 77               | 51               | 77               | 97               | 122              | 133              | 102              |                  |
| Середньомісячна швидкість вітру, м/с          | 3.17             | 3.37             | 3.38             | 3.20             | 2.86             | 2.75             | 2.70             | 2.75             | 2.90             | 3.21             | 3.50             | 3.44             |                  |
| Середньомісячна сонячна радіація, кДж/м²·день | 4562             | 7457             | 10794            | 15403            | 19692            | 21551            | 22601            | 19573            | 14323            | 9298             | 4960             | 3867             |                  |
| --------------------------------------------- | ---------------- | ---------------- | ---------------- | ---------------- | ---------------- | ---------------- | ---------------- | ---------------- | ---------------- | ---------------- | ---------------- | ---------------- | ---------------- |
| Джерело:                                      |                  |                  |                  |                  |                  |                  |                  |                  |                  |                  |                  |                  |                  |